# Tanki Flip
Tanki Flip is een plaats in de regio Noord van Aruba.  Het ligt ongeveer 3 km ten noorden van de hoofdstad Oranjestad.

## Overzicht
Volgens de legende werd Flip afgewezen door zijn geliefde en verdronk zichzelf in een tanki (waterpoel). Er zijn natuurlijk ook andere verklaringen voor de naam.
Tanki Flip was van oorsprong een precolombiaans inheems dorp en werd tussen 950 en 1250 bewoond. Het is een van de vier op Aruba bekende inheemse dorpen (Tanki Leendert, Santa Cruz en Savaneta). In 1883 werd het inheemse dorp ontdekt, en heeft een net als de andere dorpen een grote kei in het centrum. Er waren verschillende langhuizen gebouwd met een centrale hut op een plein. Het werd bewoond door het Caquetio-volk. Het dorp was omringd door een 60 meter lange palissade, en telde rond het jaar 1000 meer dan 100 inwoners. Ten oosten van het dorp zijn rotstekeningen gevonden.
Het huidige Tanki Flip is een woonwijk met een hotel en verschillende bedrijven.